# USS Franklin D. Roosevelt (CV-42)
USS Franklin D. Roosevelt (CV-42) – amerykański lotniskowiec typu Midway. Został nazwany na cześć 32. prezydenta Stanów Zjednoczonych – Franklina D. Roosevelta. Początkowo miał zostać nazwany „Coral Sea” na cześć bitwy na Morzu Koralowym, jednak 8 maja 1945 roku urzędujący wówczas prezydent Harry Truman zaakceptował rekomendację sekretarza Marynarki Wojennej Stanów Zjednoczonych, by zmienić nazwę okrętu na cześć prezydenta Franklina D. Roosevelta, który zmarł 4 tygodnie wcześniej.
Stępkę okrętu położono 1 grudnia 1943 roku w stoczni New York Naval Shipyard w Nowym Jorku. Zwodowano go 29 kwietnia 1945 roku, a matką chrzestną była żona Johna H. Towersa, ówczesnego dowódcy Flota Pacyfiku Stanów Zjednoczonych. Jednostka weszła do służby w US Navy 27 października 1945 roku. Pierwszym dowódcą był komandor Apollo Soucek.
Okręt był w służbie VI Floty Stanów Zjednoczonych. Uczestniczył w wojnie wietnamskiej, za którą otrzymał 5 gwiazd bitewnych.
Wycofany ze służby we wrześniu 1977 roku, został sprzedany na złom w maju 1978 roku.